# Jean-Louis Chorel

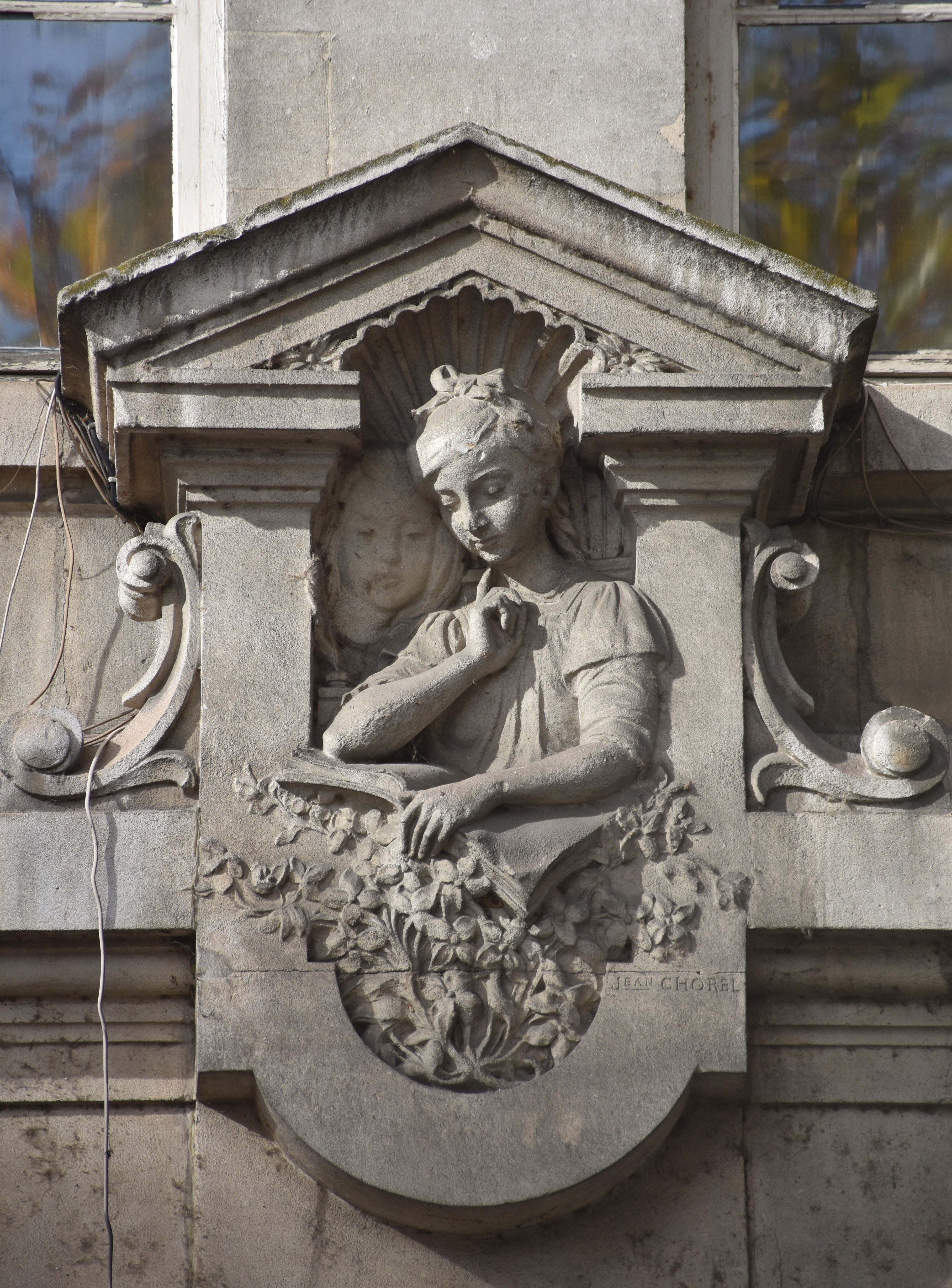
Relief de jeune femme avec un livre, une autre jeune femme à l'arrière (1912), École Communale, 12 Quai Jaÿr, Lyon 9e

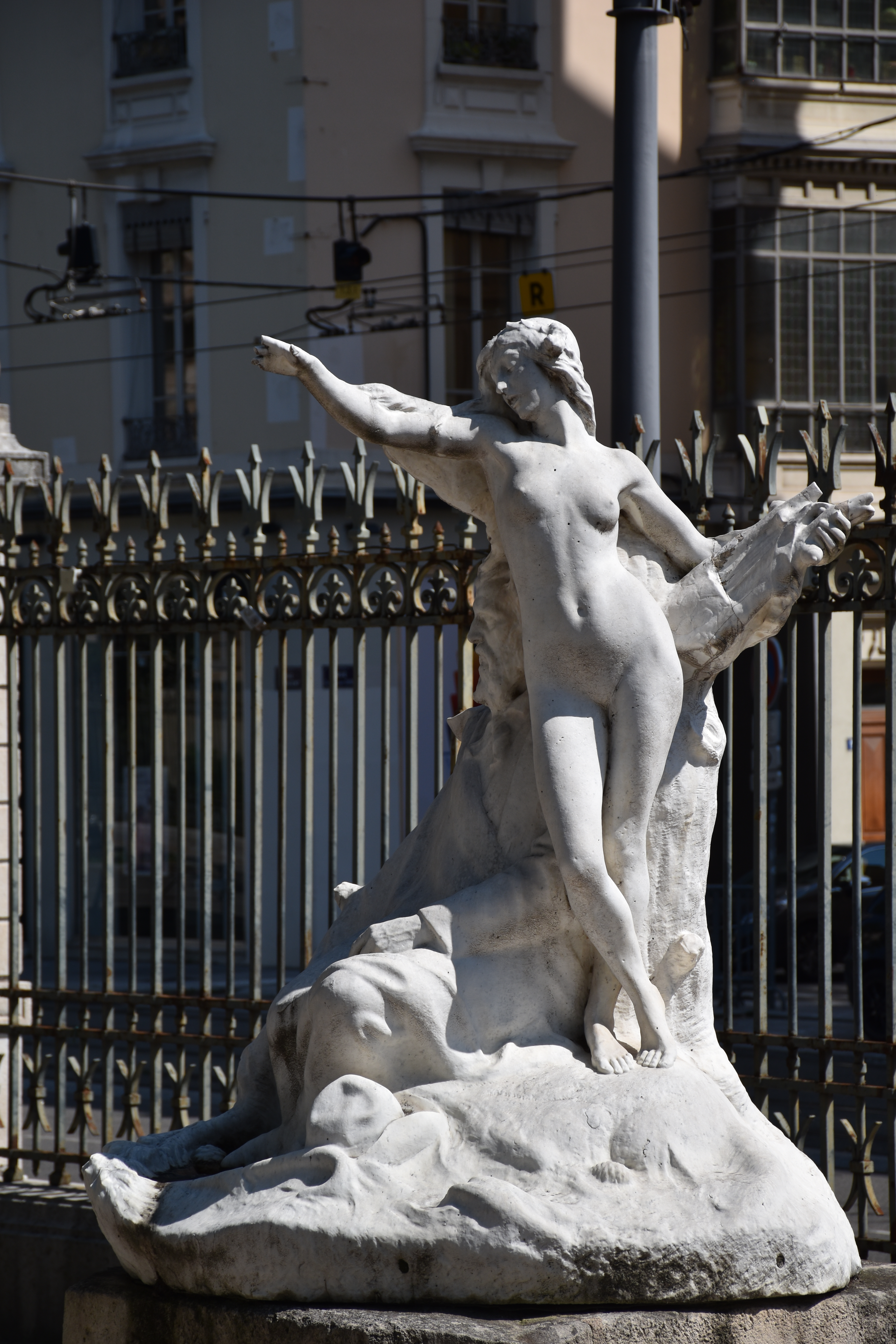
Pierre Dupont et sa muse (1910), Lyon, le jardin de la Préfecture du Rhône

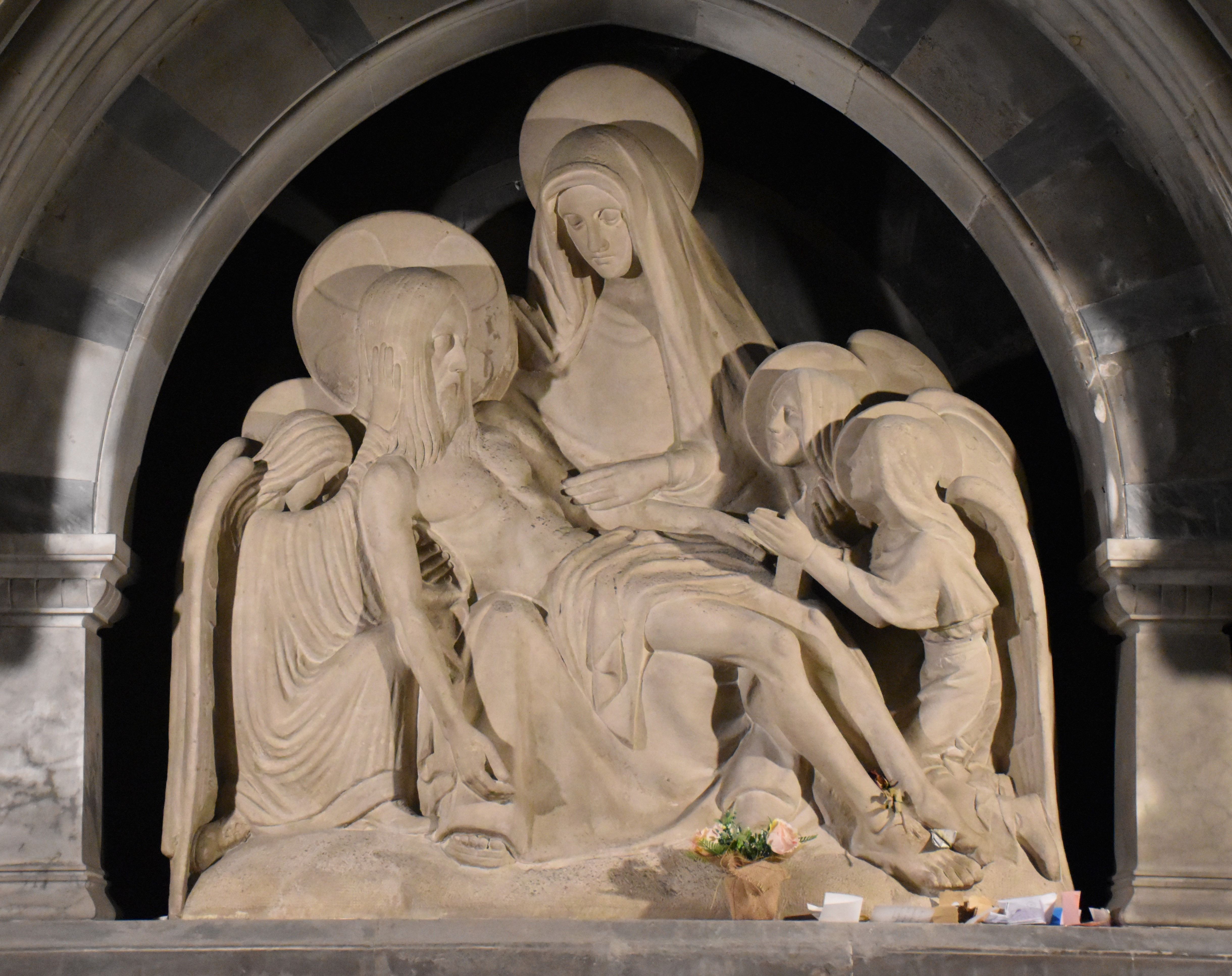
Piéta (1922), basilique Notre-Dame de Fourvière

Jean Louis Chorel, né le 28 janvier 1875 à Lyon et mort le 3 juin 1946 à Villeurbanne, est un sculpteur, statuaire et peintre français. Une place de Villeurbanne lui rend hommage.

## Biographie

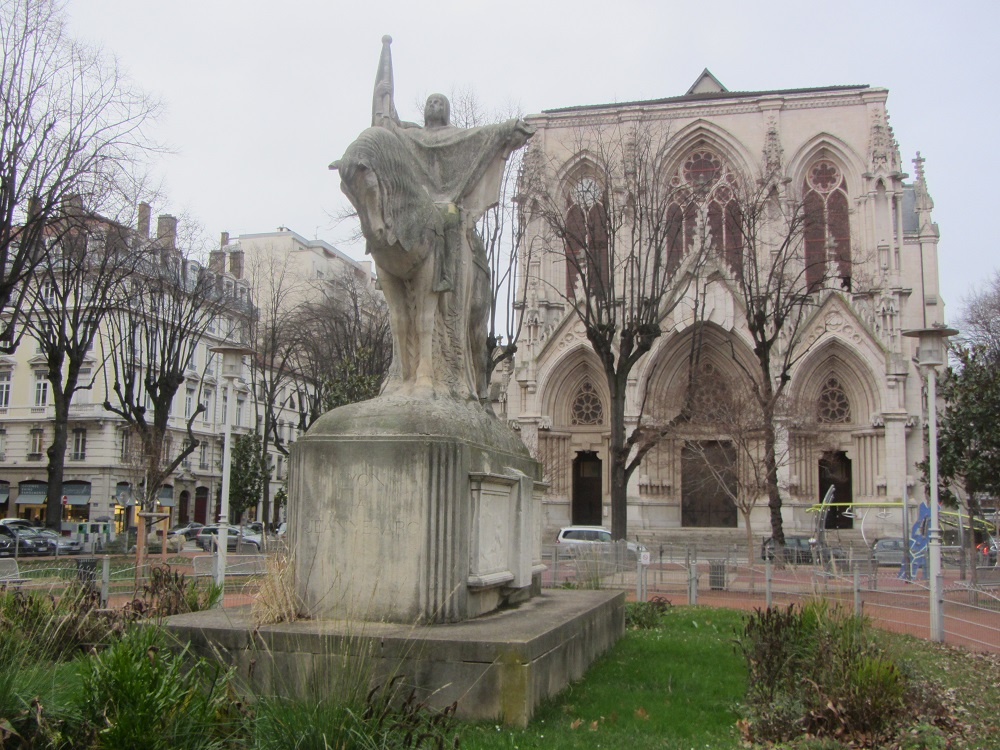
Statue équestre de Jeanne d'Arc (1928), dans le 6e arrondissement de Lyon.

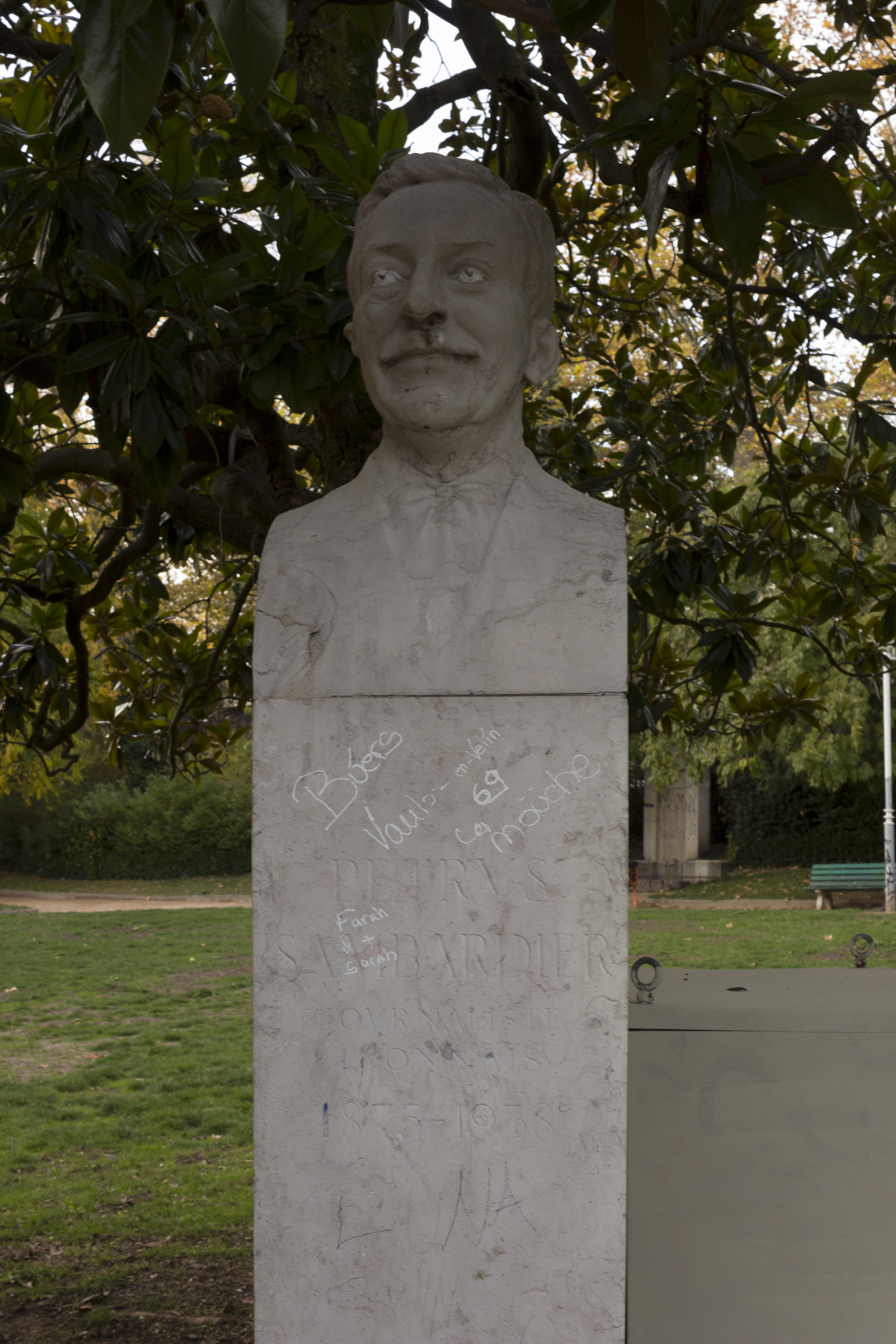
statue de Pétrus Sambardier, jardin des Chartreux, Lyon (1er)

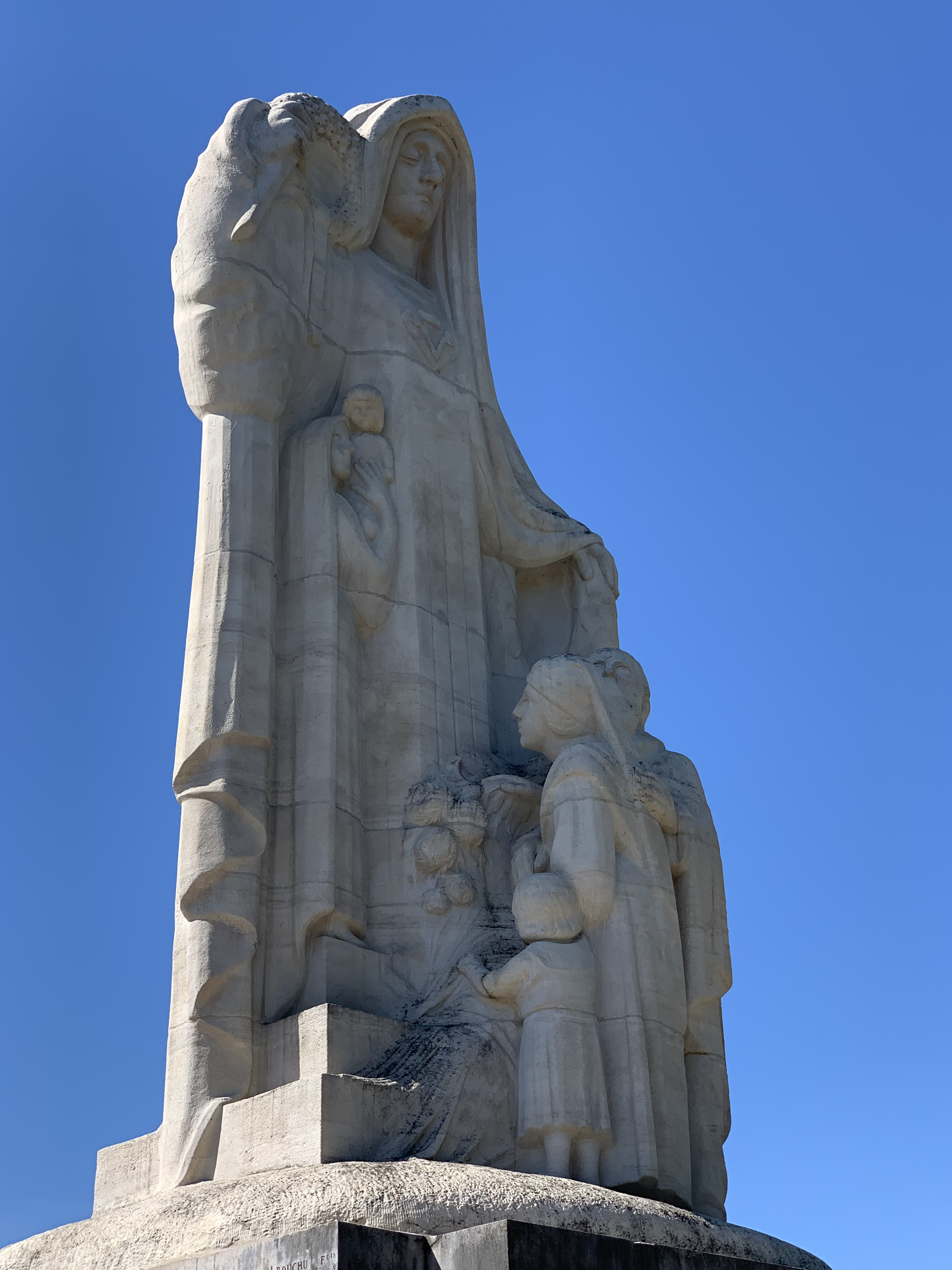
L'Amphore Monument aux morts de l'ancien cimetière de Villeurbanne

Né le 28 janvier 1875, Jean (Louis) Chorel entre à l'école des beaux-arts de Lyon dès 1892, vraisemblablement dans l’atelier de Charles Dufraine qui y est professeur de 1884 à 1901 et de Pierre Devaux (1865-1938) qui y enseigne entre 1897 et 1899. En 1898, il obtient le prix de Paris qui lui ouvre les portes de l'école des beaux-arts de Paris, où il est l'élève de Louis-Ernest Barrias, l’un des statuaires du cimetière du Père-Lachaise, et Jules Coutan. Il travaille alors dans un atelier de la rue de Vaugirard. Son premier envoi à la Société des artistes français est l’Éternelle lutte en 1903 qui obtient une mention au Salon et le prix Chenavard à l'École.
Il est sociétaire du Salon des artistes français et obtient des médailles aux salons de Paris en 1903 et 1907. Il emménage à Lyon en 1910 puis à Villeurbanne. Un médaillon qu'il a sculpté sur son ancienne maison a été installé sur un mur d'une résidence villeurbannaise au lendemain de sa mort.
Jean Chorel expose des peintures de paysages au salon d’Automne, dont deux sont exposées dans l’une des salles de la Société d’histoire de Villeurbanne.

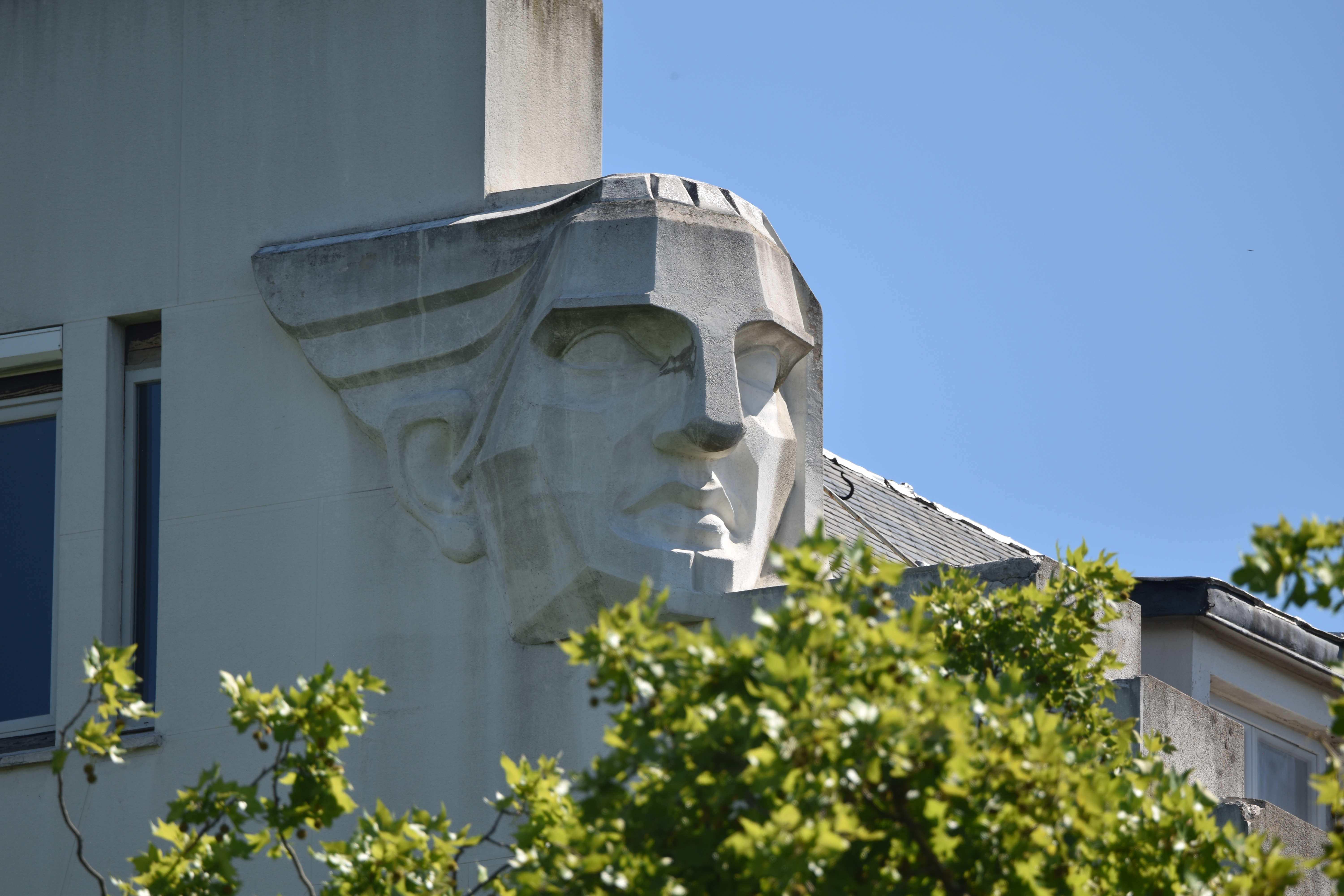
Tête de Mercure (1932), Immeuble Barioz, 7 Quai Général-Sarrail, Lyon 6e

## Œuvres
- 1907 : Buste en ronde-bosse de Mme de Cuzieu, Lycée La Martinière, 33 rue La Martinière Lyon 1er arr[3].
- 1905 : monument à Gaspard André (Lyon, jardin du palais Saint-Pierre)
- 1910 : La Muse de Pierre Dupont, jardin de la Préfecture du Rhône
- 1911 : monument à Jules Coste-Labaume(Lyon, place Croix-Paquet)Jeanne sur le bûcher, bas-relief du piédestal de la Statue équestre de Jeanne d'Arc (1928), place Puvis-de-Chavannes, Lyon 6e

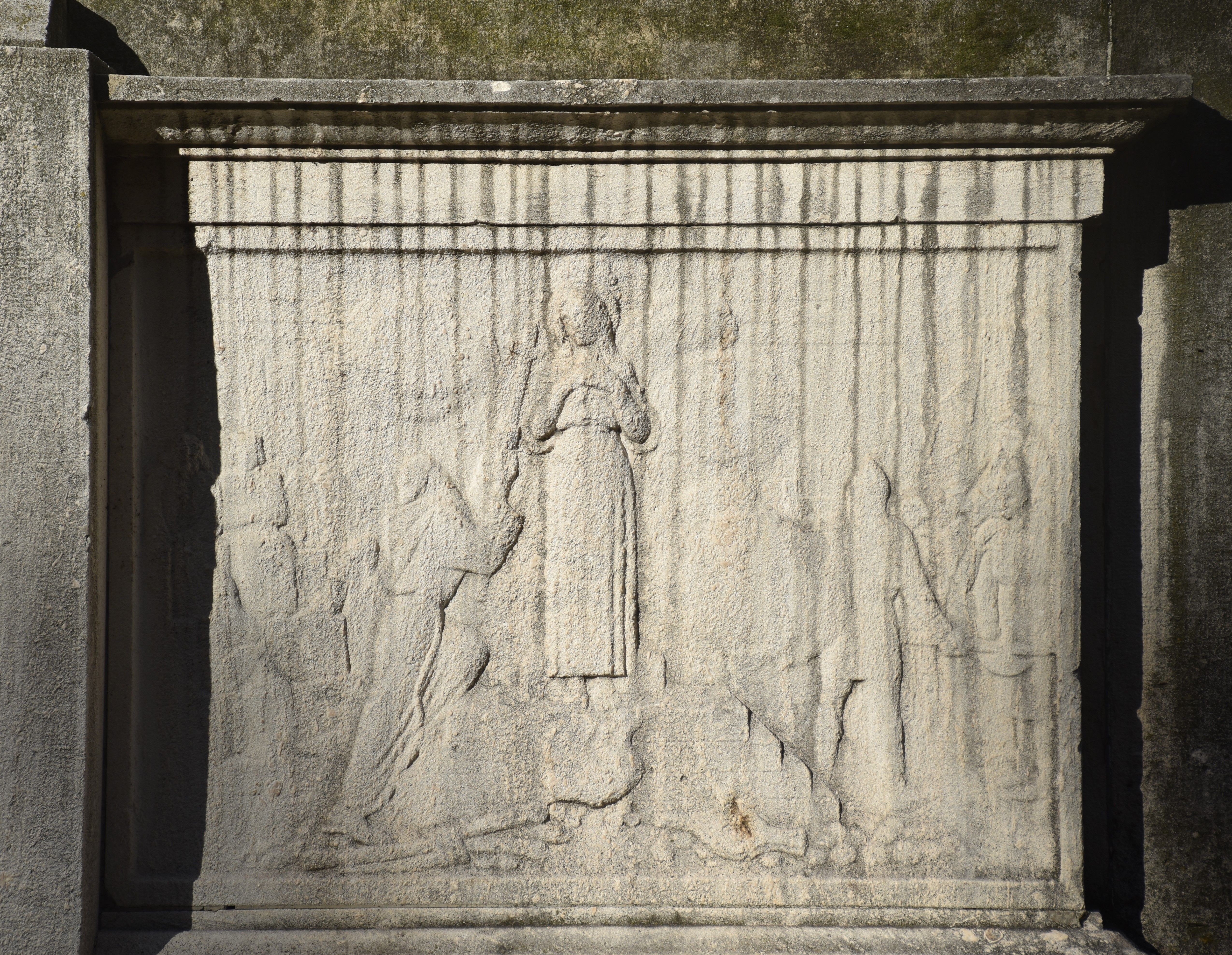
Jeanne sur le bûcher, bas-relief du piédestal de la Statue équestre de Jeanne d'Arc (1928), place Puvis-de-Chavannes, Lyon 6e

- 1912 : La Muse de Pierre Dupont (Lyon, jardins de la Préfecture)
- 1919 : monument à Moïse Lang (Lyon, jardin des plantes)
- 1926 : Pieta (Lyon, basilique Notre-Dame de Fourvière)
- 1928 :
  - Statue équestre de Jeanne d'Arc, (Lyon, place Puvis de Chavannes)
  - Monument à Eugène Prothière (Tarare, fondu en 1943)
- 1930 : monument au chanoine Cottard-Josserand (bas-relief, Bourg-en-Bresse, bureau diocésain)[4]
- 1939 : monument à Pétrus Sambardier (Lyon, jardin des Chartreux)

- Monument au commandant Marchand (Thoissey)
- Bas-relief de Louis Pasteur, Condition des soies, (rue Saint-Polycarpe, Lyon 1er)Monument à Louis Pasteur pour avoir sauvé la sériciculture de sa ruine (1924) La façade de la Condition Publique des Soies, 7 Rue Saint-Polycarpe, Lyon 1e

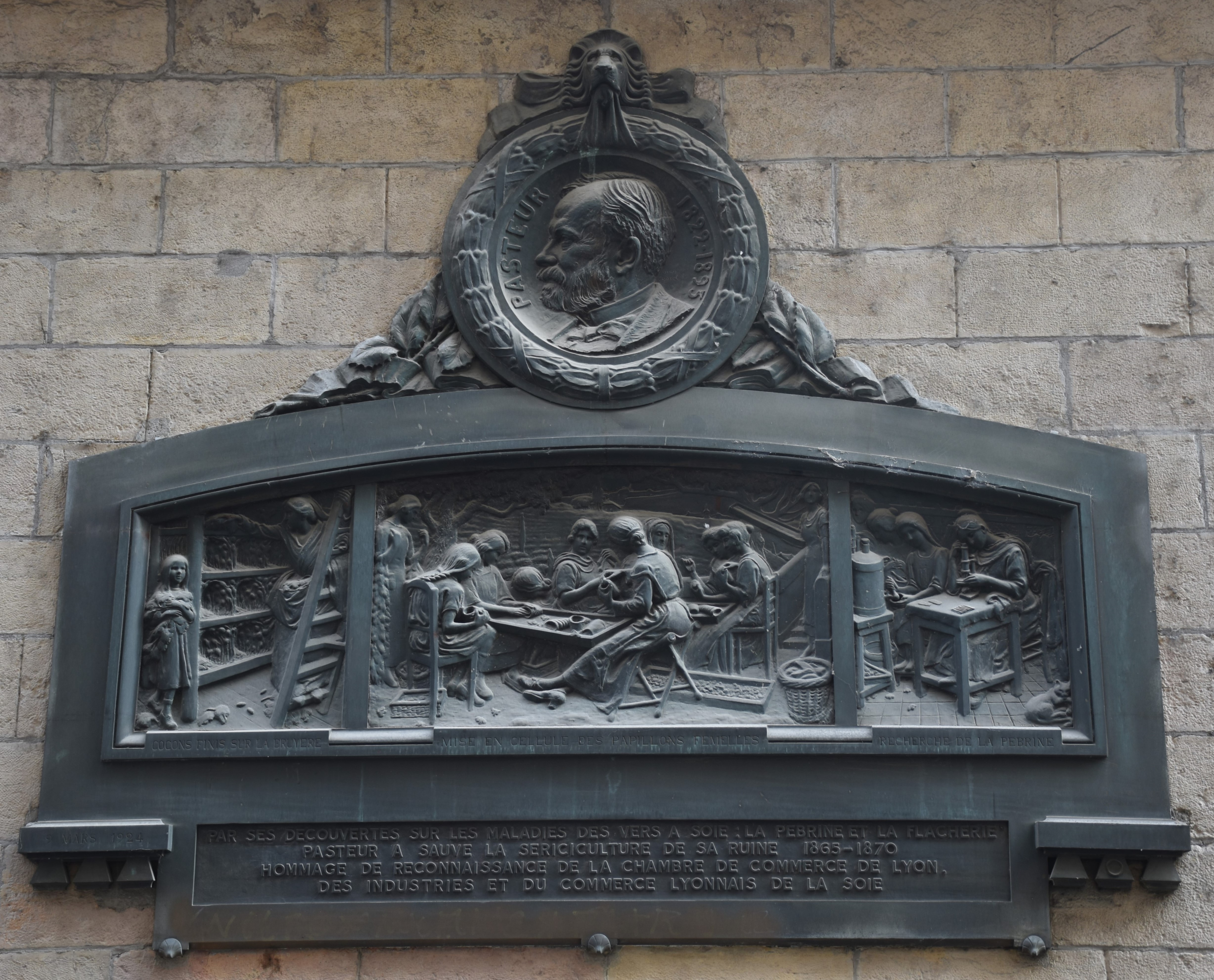
Monument à Louis Pasteur pour avoir sauvé la sériciculture de sa ruine (1924) La façade de la Condition Publique des Soies, 7 Rue Saint-Polycarpe, Lyon 1e

- L’éducation, école vétérinaire de Lyon
- Les Bœufs, bas-relief, École d’agriculture de Cibeins dans l'Ain

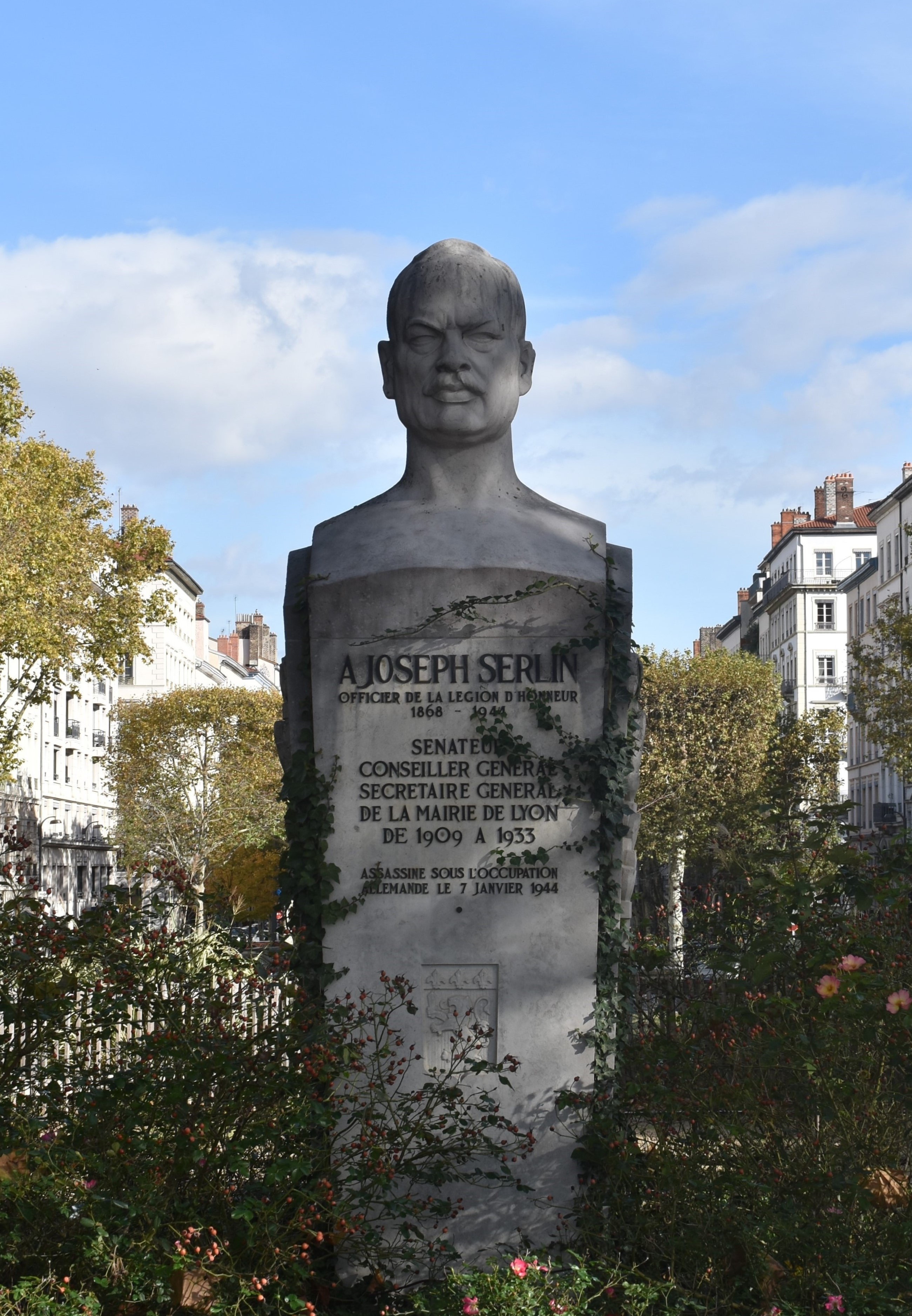
Monument à la mémoire de Joseph Serlin (1946) Place du Maréchal Lyautey, Lyon 6e

- Monuments aux morts :
  - 1920 : Lyon (Montchat)
  - 1921 :
    - Ambronay
    - Écully
    - Irigny
    - Oye-et-Pallet
    - Saint-Dié-des-Vosges

  - 1922 : Nyons
  - 1923 :Jeanne écoute les voix, bas-relief du piédestal de la Statue équestre de Jeanne d'Arc (1928), place Puvis-de-Chavannes, Lyon 6e
    - L'Arbresle
    - Caluire-et-Cuire

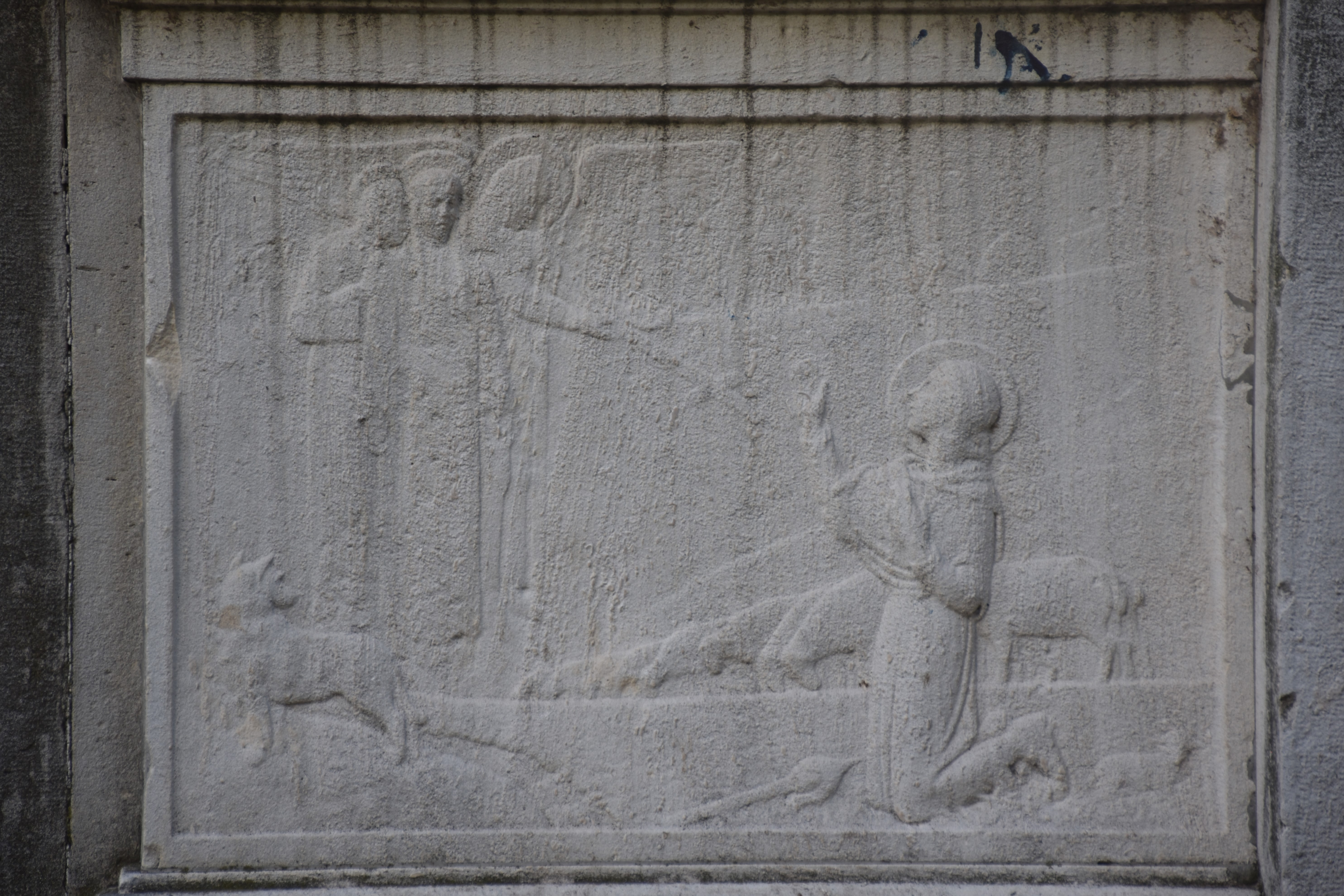
Jeanne écoute les voix, bas-relief du piédestal de la Statue équestre de Jeanne d'Arc (1928), place Puvis-de-Chavannes, Lyon 6e

    - 1925 : Statue dite Amphore Monument aux victimes de la guerre du cimetière de Cusset à Villeurbanne[5],[6].

### Bibliographie

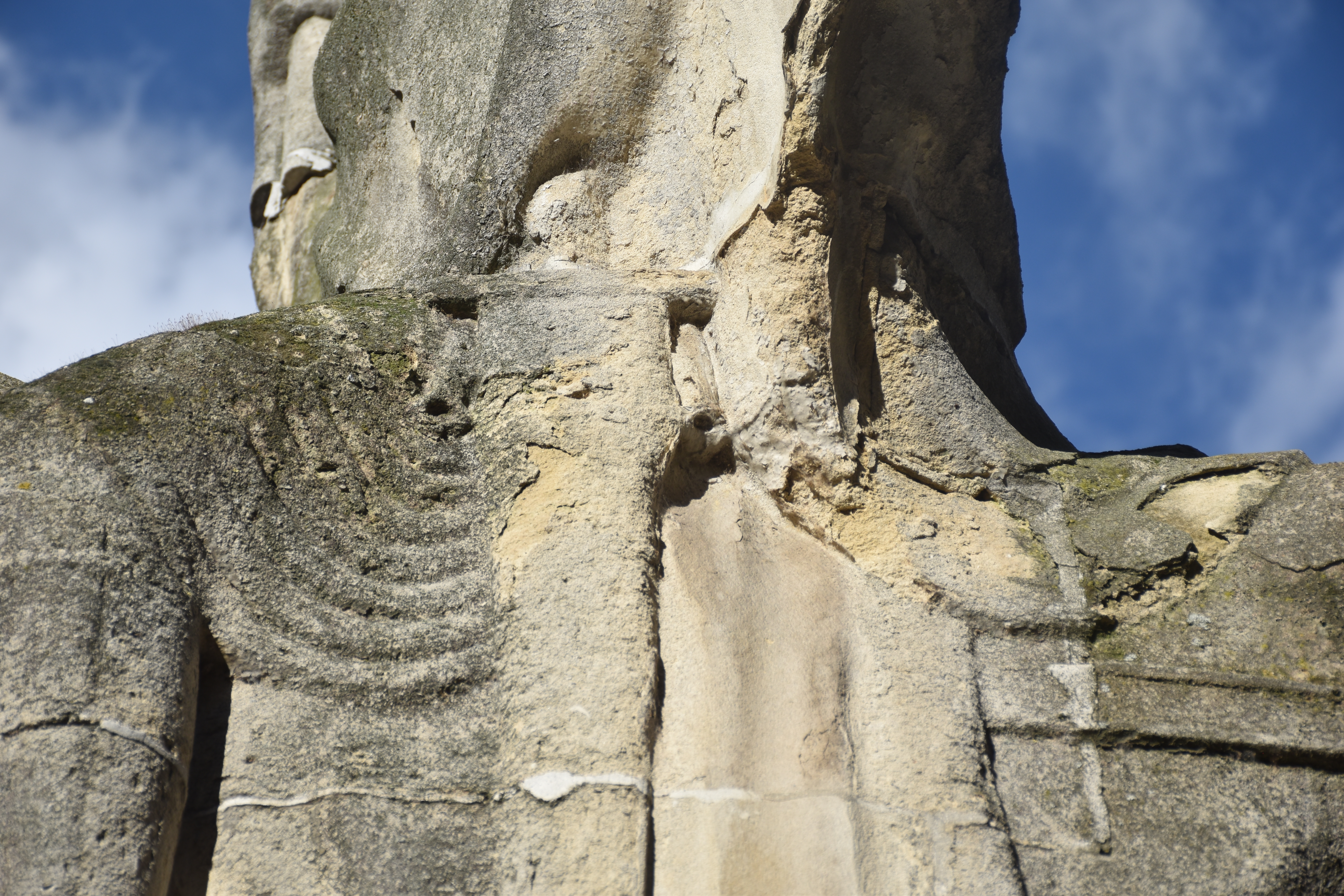
Statue équestre de Jeanne d'Arc (1928), détail de la désagrégation, fragmentation et pelage de la pierre. Place Puvis-de-Chavannes, Lyon 6e